# Moritz Gathmann

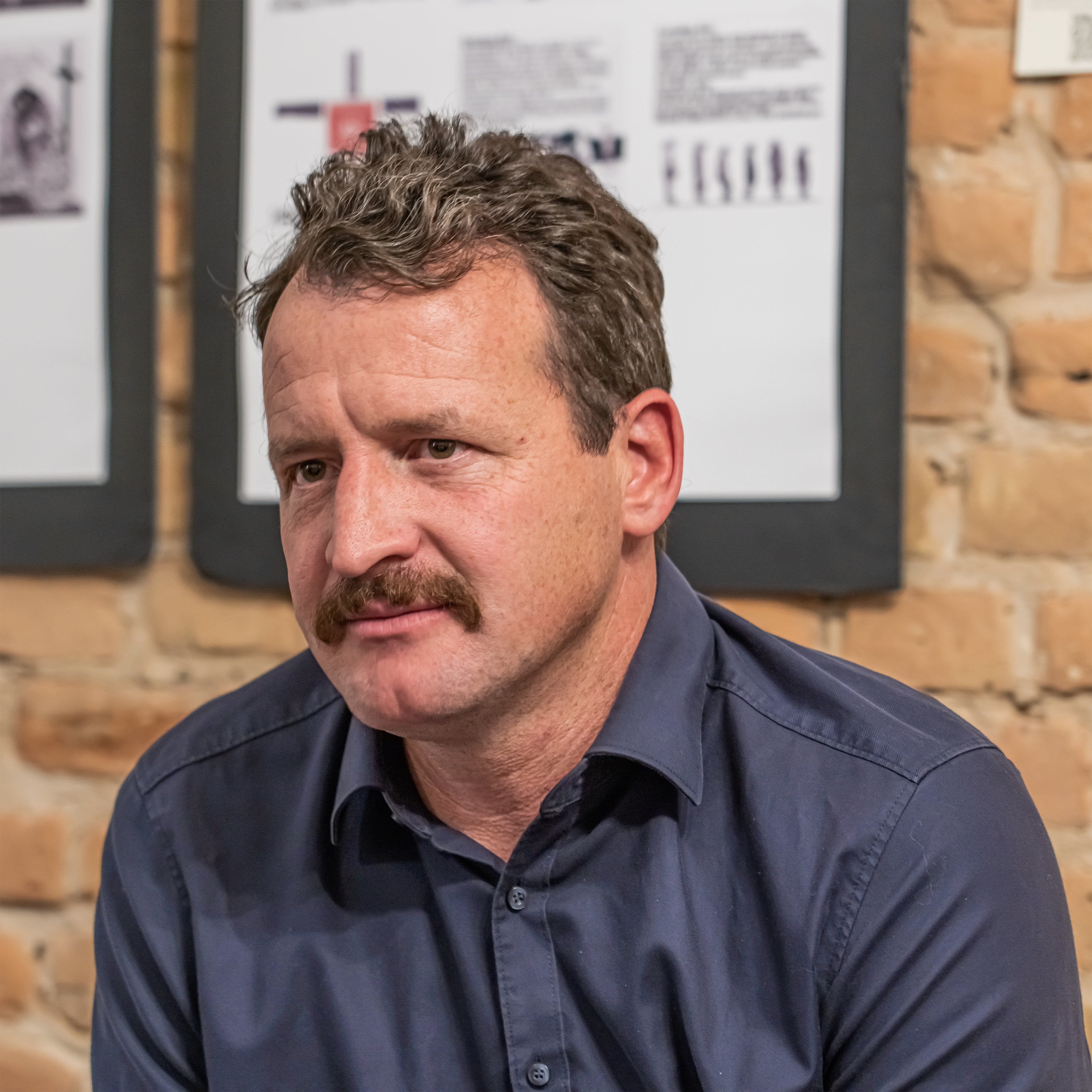
Moritz Gathmann in Berlin (2023)

Moritz Gathmann (* 17. April 1980 in Göppingen) ist ein deutscher Journalist mit Schwerpunkt Osteuropa.

## Leben
Nach dem Abitur am Hohenstaufen-Gymnasium in Göppingen und dem Zivildienst in Berlin studierte Moritz Gathmann Geschichte und Russistik an der Humboldt-Universität zu Berlin. 2003 absolvierte er ein Praktikum am Caucasus Media Institute in Jerewan. Gathmann ist verheiratet und hat Kinder.

## Werdegang
Nach Abschluss des Studiums begann er 2007 ein Redaktionsvolontariat beim Tagesspiegel. Von 2008 bis 2013 arbeitete Gathmann als freier Russland-Korrespondent für Spiegel, Frankfurter Allgemeine Sonntagszeitung, Tagesspiegel und andere Medien. Anfang 2014 berichtete er für Zeit online und von 2014 bis 2015 für den Spiegel vom Euromaidan und vom russisch-ukrainischen Krieg im Donbass. 2016 bis 2019 arbeitete Moritz Gathmann als Fernsehmoderator für den russischsprachigen Berliner Fernsehsender OstWest. Ab 2019 leitete er das Innenpolitik-Ressort „Berliner Republik“ der Monatszeitschrift Cicero. Bei Recherchen in der Querdenker-Szene wurde Gathmann im September 2022 zusammen mit der Fotografin Anja Lehmann von Menschen aus dem Neonazi-Spektrum attackiert. Ab Februar 2022 war er Chefreporter und berichtete für Cicero, aber auch Rundfunk- und TV-Sender direkt aus der Ukraine über den russischen Überfall. Seit Juni 2023 arbeitet er wieder als freier Journalist. Seit August 2023 arbeitet er für den stern. Er ist regelmäßig Gast in Talkshows wie Phoenix Runde, To the Point und Miosga.

## Kontroverse um Tätigkeit fürRussland Heute
Von 2010 bis 2014 schrieb Gathmann für die vom russischen Staat finanzierte SZ-Zeitungsbeilage Russland Heute. Als Zeit Online im März 2014, nach der Annexion der Krim durch Russland, von dieser Tätigkeit erfuhr, trennte sich die Redaktion mit sofortiger Wirkung von Gathmann und kennzeichnete die bereits erschienenen Artikel mit einem Hinweis. Gegenüber Newsroom.de rechtfertigte sich Gathmann mit den Worten: „In gewisser Weise hat die Redakteursarbeit für Russland Heute mir auch erlaubt, mich in der übrigen Zeit mit ‚reinem‘, aber schlecht bezahltem Journalismus zu beschäftigen.“ Der Geschäftsführer von n-ost Hanno Gundert kritisierte die Tätigkeit: „Moritz Gathmanns Tätigkeit für Russland Heute war ein Verstoß gegen die Grundsätze journalistischer Unabhängigkeit.“ Gathmann beendete seine Arbeit für Russland Heute daraufhin.

## Auszeichnungen
- 2015: n-ost-Reportagepreis für den Text „Granaten und Rosen“[14]
- 2019: Grimme-Online-Award für das Projekt „buterbrod und spiele“[15]